# Labeo alticentralis
Labeo alticentralis är en fiskart som beskrevs av Tshibwabwa, 1997. Labeo alticentralis ingår i släktet Labeo och familjen karpfiskar. IUCN kategoriserar arten globalt som otillräckligt studerad. Inga underarter finns listade i Catalogue of Life.